# ローハイド (フランキー・レインの曲)
「ローハイド」(Rawhide) は、ネッド・ワシントンが作詞し、ディミトリ・ティオムキンが作曲した、ウエスタン・ミュージックの楽曲。オリジナルはフランキー・レインが吹き込んだ。この曲は、CBSテレビで1959年から1966年まで放映された西部劇シリーズ『ローハイド』のテーマ曲として使用された。アメリカ西部作家連盟 (Western Writers of America) の会員たちによって行われた史上最高の西部の歌トップ100 (the Top 100 Western songs of all time) を決める投票において、この曲が選出された。
曲の内容は、キャトル・ドライブのドローヴァーの仕事について歌ったものである。

## 著名なカバー
- フランキー・レイン - ジミー・キャロルと彼の楽団 (Jimmy Carroll and his orchestra) との共演で再吹き込みを行った。このバージョンは2013年のGoogle Chromeの広告に使用された。
- ライザ・ミネリ
- リンク・レイ
- Big John Bates
- Riders in the Sky
- ザ・ベンチャーズ
- デッド・ケネディーズ[2]
- ブルース・ブラザーズ - 1980年の映画『ブルース・ブラザース』のサウンドトラック
- 101ストリングス・オーケストラ
- The Greenbriar Boys
- サブライム
- ジャクソン5
- The Meteors
- The Men They Couldn't Hang
- Dezperadoz（アルバム『The legend and the truth』2006年)
- Litfiba（ライブアルバム『Pirata』1989年）
- Oingo Boingo
- Jan Rot - オランダ語に翻訳した「"Yippieyayee"」をアルバム『An + Jan gaan landelijk』2008年に収録
- Johnny Western
- 映画『ハッピー フィート2 踊るペンギンレスキュー隊』
- ジョニー・キャッシュ
- ニュージーランド鉄道省は、1978年の貨物輸送サービスのテレビ広告でこの曲のカバーを使用した[3]。
- ニッシム（Nassim：フルネームは Nassim Ait-Kaci）は、インストゥルメンタルのバージョンを、ビデオ・ゲーム『Tony Hawk's American Wasteland』のために吹き込んだ。
- エンシフェルム[4]
- 伊藤素道は、リリオ・リズム・エアーズとともにこの曲を英語の歌詞で吹き込み、1959年に日本でヒットさせた。後にはソロ名義でも再吹き込みを行っている。
- 小坂一也は、1960年に日本語詞でこの曲を吹き込み、『連邦保安官』の主題歌「連邦保安官」をB面に、シングルとしてリリースした。

## その他
- Fedoraの開発ツリー（開発ブランチ）のひとつである Rawhide の名称は、この曲に由来する[5]。